# Euroformula Open
Het Euroformula Open (voorheen het Spaanse Formule 3-kampioenschap en de Europese F3 Open) is een vertakking van de Formule 3. Het is een van de zes nationale en internationale Formule 3-kampioenschappen in Europa. Het is een klasse voor beginnende coureurs.
In 2009 werd de naam van het kampioenschap veranderd van Spaanse Formule 3 naar Europese F3 Open, aangezien het kampioenschap zich uitbreidde tot buiten Spanje. In 2014 werd de naam opnieuw veranderd naar Euroformula Open omdat het kampioenschap niet voldeed aan de Formule 3-reglementen zoals die door de FIA waren opgesteld. Het Spaanse Formule 3-kampioenschap is wel nieuw leven ingeblazen in een subdivisie.

## De auto
De auto wordt gemaakt door Dallara en heet de F312. De oudere Dallara-generatie, de F308, wordt gebruikt door coureurs in de Copa-klasse. De motoren worden geleverd door Toyota. De banden worden geleverd door Michelin, die het in 2015 overnam van Dunlop. De auto's gebruiken OZ-magnesiumlegering velgen. Het chassis en de carrosserie zijn gemaakt van koolstofvezel. 

## Kampioenen
Alle coureurs hadden Dallara auto's met Toyota-motoren.

| Jaar | Naam              | Kampioen                | Team               | Subkampioen                                                           |
| ---- | ----------------- | ----------------------- | ------------------ | --------------------------------------------------------------------- |
| 2001 | Spaanse Formule 3 | Ander Vilariño          | Racing Engineering | Juan Antonio del Pino (Rookie)                                        |
| 2002 | Spaanse Formule 3 | Marcel Costa            | Racing Engineering | Andy Soucek (Rookie)                                                  |
| 2003 | Spaanse Formule 3 | Ricardo Maurício        | Racing Engineering | Ricardo Risatti (Copa de España Júnior) Borja García (Trofeo Ibérico) |
| 2004 | Spaanse Formule 3 | Borja García            | Racing Engineering | Javier Villa (Copa de España Júnior) Borja García (Trofeo Ibérico)    |
| 2005 | Spaanse Formule 3 | Andy Soucek             | Racing Engineering | Arturo Llobell (Copa) Andy Soucek (Trofeo Ibérico)                    |
| 2006 | Spaanse Formule 3 | Ricardo Risatti         | Racing Engineering | Germán Sánchez (Copa) Roldán Rodríguez (Trofeo Ibérico)               |
| 2007 | Spaanse Formule 3 | Máximo Cortés           | Escuderia TEC-Auto | Christian Ebbesvik (Copa)                                             |
| 2008 | Spaanse Formule 3 | Germán Sánchez          | Campos F3 Racing   | Natacha Gachnang (Copa)                                               |
| 2009 | Europese F3 Open  | Bruno Méndez            | Campos Racing      | Callum MacLeod (Copa)                                                 |
| 2010 | Europese F3 Open  | Marco Barba             | Cedars Motorsport  | Noel Jammal (Copa)                                                    |
| 2011 | Europese F3 Open  | Alex Fontana            | Team West-Tec      | Fabio Gamberini (Copa)                                                |
| 2012 | Europese F3 Open  | Niccolò Schirò          | RP Motorsport      | Kevin Giovesi (Copa)                                                  |
| 2013 | Europese F3 Open  | Ed Jones                | RP Motorsport      | Richard Gonda (Copa)                                                  |
| 2014 | Euroformula Open  | Sandy Stuvik            | RP Motorsport      | Costantino Peroni (Copa)                                              |
| 2014 | Spaanse Formule 3 | Sandy Stuvik            | RP Motorsport      | Costantino Peroni (Copa)                                              |
| 2015 | Euroformula Open  | Vitor Baptista          | RP Motorsport      | niet gehouden                                                         |
| 2015 | Spaanse Formule 3 | Konstantin Tereshchenko | Campos Racing      | niet gehouden                                                         |
| 2016 | Euroformula Open  | Leonardo Pulcini        | Campos Racing      | Ferdinand Habsburg (Rookie)                                           |
| 2016 | Spaanse Formule 3 | Leonardo Pulcini        | Campos Racing      | niet gehouden                                                         |
| 2017 | Euroformula Open  | Harrison Scott          | RP Motorsport      | Nikita Troitskiy (Rookie)                                             |
| 2017 | Spaanse Formule 3 | Devlin DeFrancesco      | Carlin             | niet gehouden                                                         |
| 2018 | Euroformula Open  | Felipe Drugovich        | RP Motorsport      | Bent Viscaal (Rookie)                                                 |
| 2018 | Spaanse Formule 3 | Felipe Drugovich        | RP Motorsport      | niet gehouden                                                         |
| 2019 | Euroformula Open  | Marino Sato             | Team Motopark      | Liam Lawson (Rookie)                                                  |
| 2020 | Euroformula Open  | Ye Yifei                | CryptoTower Racing | Niklas Krütten (Rookie)                                               |
| 2021 | Euroformula Open  | Cameron Das             | Team Motopark      | Casper Stevenson (Rookie)                                             |
| 2022 | Euroformula Open  | Oliver Goethe           | Team Motopark      | Vladislav Lomko (Rookie)                                              |
| 2023 | Euroformula Open  | Noel León               | Team Motopark      | Jakob Bergmeister (Rookie)                                            |
| 2024 | Euroformula Open  | Brad Benavides          | Team Motopark      | Fernando Barrichello (Rookie)                                         |